# Integráza

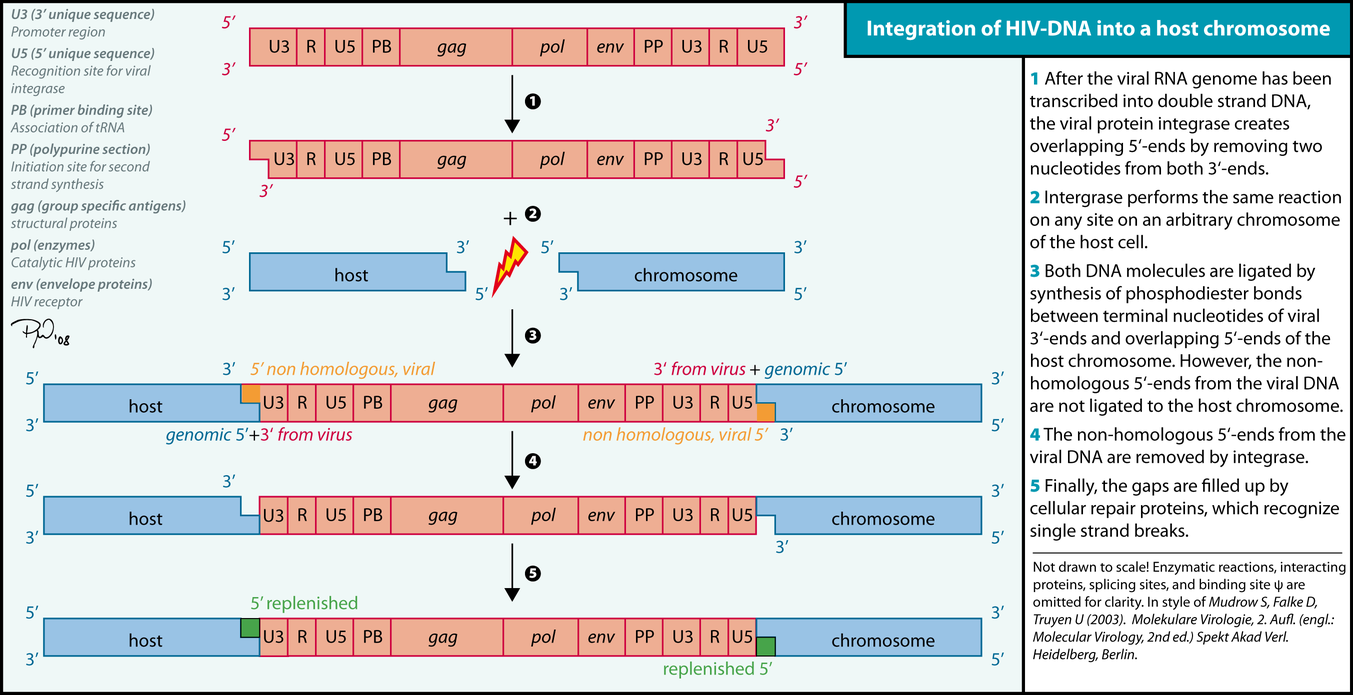
Schéma integrace viru HIV, který patří mezi retroviry

Integráza (zkratka IN) je enzym (řazený mezi rekombinázy), který umožňuje vložení cizorodé DNA do hostitelského genomu. Integrázou disponují retroviry (Retroviridae) a jejich blízcí příbuzní, retrotranspozony. Zcela odlišný typ integráz mají rovněž mnohé temperátní bakteriofágy. Ve všech případech to jsou viry či virům podobné částice, které svůj genom v určité fázi svého životního cyklu vkládají do hostitelské DNA. Integráza (především HIV integráza) je hojně studovaným enzymem a hledají se způsoby, jak ho blokovat a tím bránit šíření virové infekce.
Velmi podobný enzym, transpozázu, si kódují DNA transpozony, zvláštní parazitické sekvence DNA. Registr MeSH dokonce uvádí, že transpozázy jsou speciální skupinou integráz.

## Integráza retrovirů
Integráza retrovirů je složena ze tří domén; N-terminální doména obsahuje zinkové prsty a je tedy schopná vázat se na DNA, centrální doména je katalytické jádro schopné provádět vlastní integraci, a konečně zatřetí C-terminální doména s méně konzervovanou strukturou. Celý enzym však mnohdy vytváří dimerní či tetramerní uspořádání. Geny pro integrázu se nachází v oblasti genomu známé jako pol. Aby však byl virion infekční, musí být integrázový protein přítomen uvnitř virové částice. Po reverzní transkripci RNA genomu přebírá integráza DNA genom, speciálně upraví jeho 3' konce a provádí integraci do hostitelského genomu.

## Integráza fágů
Integrázy temperátních fágů (tedy fágů, které jsou schopné latentní fáze) jsou zcela nepříbuzné retrovirovým integrázám. Řadí se mezi místně specifické rekombinázy, což znamená, že integrují virový genom do specifických míst v genomu hostitele. Dělí se na dvě velké skupiny: tyrosinové rekombinázy a serinové rekombinázy, podle aminokyseliny, která hraje centrální roli v katalytickém procesu. Ke známých bakteriofágům, které mají integrázu, patří namátkou fág lambda či P1 fág, ale je jich mnohem více.